# 15 юни
15 юни е 166-ият ден в годината според григорианския календар (167-и през високосна). Остават 199 дни до края на годината.

## Събития
- 1215 г. – В Англия е подписана Магна харта, ограничаваща правата на монарха за сметка на правата на аристокрацията и църквата.
- 1253 г. – Българският цар Михаил II Асен сключва договор с Дубровник, насочен срещу сръбския крал Стефан Урош I.
- 1389 г. – Състои се Битката на Косово поле (стар стил), при която Османската империя побеждава обединените сили на сърби и босненци.
- 1510 г. – Папа Лъв X отлъчва от църквата Мартин Лутер за ерес.
- 1826 г. – В Цариград избухва Бунт на еничарите с участие на около 20 000 наемници, който е против решението на султан Махмуд II да модернизира армията и да създаде редовна турска войска.
- 1836 г. – Арканзас става 25-ия щат на САЩ.
- 1858 г. – Изигран е първият мач по Австралийски футбол.
- 1863 г. – Излиза първият брой на вестник Гайда, редактор на който е Петко Славейков.
- 1876 г. – В резултат на цунами в Япония загиват около 28 000 души.
- 1907 г. – В Хага започва Втората световна мирна конференция с участие на представители на 44 държави.
- 1911 г. – Основана е корпорацията Tabulating Computing Recording Corporation (IBM).
- 1930 г. – В София е създаден Съюз на славянските дружества.
- 1944 г. – Край село Ганчево (днес Партизани обл. Варна ок. Провадия) са разстреляни без съд и присъда 18 антифашисти сред които Димитър Чивгънов
- 1954 г. – В Базел, Швейцария, е учреден европейският футболен съюз УЕФА.
- 1969 г. – По време на вътрешната премиера на пиесата на Георги Марков „Аз бях той“ (режисьор Методи Андонов) в Сатиричния театър представлението е спряно и забранено; по-късно на същия ден Георги Марков напуска страната, за да избегне преследване.
- 1976 г. – 7 (33) Народно събрание преизбира Тодор Живков за председател на Държавния съвет и държавен глава; Станко Тодоров за министър-председател на България и Владимир Бонев за Председател на Народното събрание.
- 1977 г. – В Испания са проведени първите демократични избори след 41 години тоталитарно управление.
- 1985 г. – Спускаемият модул на съветския космически апарат Вега 2 изследва атмосферата и повърхността на Венера.
- 1988 г. – В Пакистан е приет за върховен закон Шериата, което на практика означава, че държавата става ислямска република.
- 1994 г. – Израел и Ватикана установяват дипломатически отношения след дългогодишните претенции на Израел за безразличието на католическата църква по време на Холокоста.
- 2001 г. – Китай, Русия, Казахстан, Киргизстан, Таджикистан и Узбекистан създават Шанхайска организация за сътрудничество.
- 2006 г. – Сърбия признава независимостта на Черна гора.
- 2022 г. – Microsoft прекратява пълната поддръжка на Internet Explorer.

## Родени
- 1330 г. – Едуард, принц на Уелс († 1376 г.)
- 1479 г. – Лиза дел Джокондо, Мона Лиза († 1542 г.)
- 1594 г. – Никола Пусен, френски художник († 1665 г.)
- 1827 г. – Пьотър Шувалов, руски дипломат и политик († 1889 г.)
- 1843 г. – Едвард Григ, норвежки композитор († 1907 г.)
- 1850 г. – Сава Мирков, български военен лекар († 1927 г.)
- 1867 г. – Константин Балмонт, руски поет († 1942 г.)
- 1872 г. – Антон Страшимиров, български писател († 1937 г.)
- 1882 г. – Йон Антонеску, министър-председател на Румъния († 1946 г.)
- 1883 г. – Анри Делоне, френски футболен организатор († 1955 г.)
- 1883 г. – Георги Тановски, български военен деец († 1944 г.)
- 1889 г. – Никола Ганушев, български художник († 1958 г.)
- 1902 г. – Ерик Ериксън, германски психоаналитик († 1994 г.)
- 1914 г. – Александър Муратов, български поет († 1994 г.)
- 1914 г. – Юрий Андропов, генерален секретар на ЦК на КПСС († 1984 г.)
- 1918 г. – Франсоа Томбалбайе, Президент на Чад († 1975 г.)
- 1923 г. – Ерланд Юсефсон, шведски актьор († 2012 г.)
- 1932 г. – Гинка Станчева, българска актриса († 2023 г.)
- 1936 г. – Борис Луканов, български актьор († 2023 г.)
- 1943 г. – Джони Холидей, френски певец и актьор († 2017 г.)
- 1945 г. – Бриго Аспарухов, български разузнавач и политик
- 1946 г. – Брижит Фосе, френска актриса
- 1946 г. – Демис Русос, гръцки певец († 2015 г.)
- 1951 г. – Андон Николов, български щангист
- 1951 г. – Радко Дишлиев, български актьор († 2009 г.)
- 1953 г. – Мери Цетинич, хърватска певица, композиторка и музикантка
- 1954 г. – Даниял Ахметов, политик от Казахстан
- 1954 г. – Джеймс Белуши, американски актьор
- 1958 г. – Рикардо Палети, италиански пилот от Ф1 († 1982 г.)
- 1961 г. – Димитър Чобанов, български скулптор
- 1962 г. - Алеко Дянков, български журналист и преводач
- 1963 г. – Хелън Хънт, американска актриса
- 1964 г. – Кортни Кокс, американска актриса
- 1969 г. – Айс Кюб, американски рапър
- 1969 г. – Оливер Кан, бивш германски футболен вратар
- 1969 г. – Седрик Пиолин, френски тенисист
- 1973 г. – Зилке Шойерман, немска писателка
- 1977 г. – Ивица Боцевски, политик от Република Македония
- 1980 г. – Кристофър Кастил, американски актьор
- 1981 г. – Били Мартин, американски музикант
- 1983 г. – Иванка Моралиева, българска плувкиня
- 1986 г. – Александър Арещенко, украински шахматист
- 1992 г. – Мона, българска певица и актриса

## Починали
- 923 г. – Робер I, крал на Франция (* 865 г.)
- 948 г. – Роман I Лакапин, император на Византийската империя (* ок. 870 г.)
- 1004 г. – Аделхайд Аквитанска, кралица на Франция (* 950 г.)
- 1341 г. – Андроник III Палеолог, император на Византийската империя (* 1297 г.)
- 1383 г. – Йоан VI Кантакузин, император на Византийската империя (* ок. 1295 г.)
- 1389 г. – Мурад I, султан на Османската империя (* 1319 г.)
- 1467 г. – Филип Хубави, бургундски херцог (* 1396 г.)
- 1849 г. – Джеймс Полк, 11-и президент на САЩ (* 1795 г.)
- 1876 г. – Иван Гъбенски, български революционер (* ок. 1842 г.)
- 1876 г. – Никола Войновски, български революционер (* 1849 г.)
- 1876 г. – Цанко Дюстабанов, български революционер (* 1844 г.)
- 1888 г. – Фридрих III, кайзер на Германия и крал на Прусия (* 1831 г.)
- 1889 г. – Михай Еминеску, румънски поет (* 1850 г.)
- 1917 г. – Кристиан Биркеланд, норвежки учен (* 1867 г.)
- 1940 г. – Ернст Вайс, австрийски писател (* 1882 г.)
- 1945 г. – Никола Аврамов, български художник (* 1897 г.)
- 1979 г. – Ернст Майстер, немски писател (* 1911 г.)
- 1986 г. – Ангеларий, глава на МПЦ (* 1911 г.)
- 1992 г. – Лев Гумильов, руски учен (* 1912 г.)
- 1993 г. – Джеймс Хънт, английски пилот от Ф1 (* 1947 г.)
- 1995 г. – Джон Атанасов, американски изобретател от български произход (* 1903 г.)
- 1996 г. – Ела Фицджералд, американска певица (* 1917 г.)
- 2013 г. – Кенет Уилсън, американски физик, носител на Нобелова награда (* 1936 г.)
- 2018 г. – Дитер Велерсхоф, немски писател (* 1925 г.)

## Празници
- Видовден
- Световен ден на вятъра (отбелязва се от 2009 г., до 2007 е Европейски ден на вятъра)
- Азербайджан – Ден на националното спасение
- Дания – Ден на крал Валдемар II и Ден на националния флаг
- Южна Корея – Ден на земеделието